# وليام هولي أتويل
وليام هولي أتويل (بالإنجليزية: William Hawley Atwell)‏ (و. 1869 – 1961 م) هو محام، وقاض من الولايات المتحدة الأمريكية .